# El hombre del MI.5
El hombre del MI.5 es el 17.º episodio de la primera temporada de los Thunderbirds, serie de televisión de Gerry Anderson para Supermarionation fue el 20.º episodio producido. El episodio salió al aire primero en ATV Midlands el 20 de enero de 1966. Fue escrito por Alan Fennell y dirigido por David Lane.

## Sinopsis
Mientras investigaba la desaparición del agente secreto británico Bondsson y algunos planes nucleares peligrosos, Lady Penélope es secuestrada y colocada con una bomba de control remoto. ¡Pero los secuestradores no han contado con la radio construida en la polvera de bolsillo de Lady Penélope! ¿Los Thunderbirds serán alertados, los asesinos serán atrapados, Lady Penélope será salvada y los planes se recobraran?

## Argumento
En un pequeño pueblo puerto de la Rivera Francesa en la noche. Un buzo llamado Carl surge del agua y sube a bordo de un barco. Él dispara a un miembro de la tripulación en un escritorio y apresuradamente busca en los cajones. Él encuentra una lata que contiene algunos papeles y lo pone dentro de su traje de neopreno. De regreso en el agua él sujeta un dispositivo pequeño al barco. Otro barco se acerca con dos agentes secretos británicos. Antes de que ellos consigan llegar al primer barco este explota delante de ellos. Uno de ellos, Bondson se prepara para bucear; él también está en busca de los papeles. En los restos del camarote, Bondson encuentra un cuerpo y descubre que los papeles están perdidos.
En la Isla Tracy, Brains está experimentando con un modelo de submarino en la piscina, cuando Alan salta dentro. John transmite por radio de Thunderbird 5 que Bondson ha pedido la ayuda de Rescate Internacional; si no, el mundo podría destruido. Jeff decide para enviar a uno de sus agentes.
Lady Penelope llega a Francia en el Fireflash y se reúne con Parker en el FAB 1. Fingiendo un acento francés, ella llama a Bondson y le dice que se encuentren en un claro del bosque a medianoche. Una vez allí, Penélope lo amenaza con una pistola y nunca muestra su cara. Bondson explica que los papeles eran planes de un dispositivo nuclear y él debía recuperarlos la noche anterior. Desgraciadamente estos han caído en manos equivocadas. Penélope sale sin decirle si ellos lo ayudarán o no.
A la mañana siguiente, haciéndose pasar como Gayle Williams, Penélope ha comprado un yate. Ella le dice a Parker que diga que la "Srta. Williams" piensa encontrar a quienquiera el cometió el crimen. Después Carl lee en un periódico y se entera de esto. Él se marcha en un barco a un cobertizo para botes y se pone su traje de buzo. Él entra en un submarino sumergido y se encuentra a dos de sus camaradas. Él les muestra el periódico y les dice que él piensa matar a Williams.
Esa noche, Penélope envía a Parker al casino. Ella llama a Jeff y le dice que sus "arreglos" están completos y ellos deben tener los planes para medianoche. Carl llega en un barco y amenaza a Penélope con una pistola. Su forma de ser lo incomoda y él la obliga a ir al barco. Él la lleva a su cobertizo para botes y le explica que él la dejará en el barco con una bomba. Cuando explote, ella morirá y ellos usaran la explosión como distracción para su escape en el submarino mientras el barco-patrulla investiga. Penélope se maquilla su cara pero ella está en realidad hablando con Jeff usando un código especial ya que Carl está escuchando. Ella informa algo sobre estar en un cobertizo para botes, un submarino y una bomba antes de que la transmisión se corte. Mientras ella es atada, los Tracy se confunden por la Imagen del espejo en el suelo. Como Penélope todavía está hablando, ella rellena los huecos de la información que ellos ya conocen. Jeff envía a Scott en el Thunderbird 1 y Virgil y Gordon en el Tunderbird 2 con el Thunderbird 4 dentro de la vaina.
Carl sale y le dice a Penélope que ella tiene cerca de una hora. Ella intenta hablar a través del espejo que está del otro lado del cuarto pero Jeff no puede oírla. Los ladrones se preparan para salir. Penélope deja caer su silla delante del espejo y le dice a Jeff que consiga que el Thunderbird 1 rastree el submarino.
El Thunderbird 1 llega a la costa y Scott intenta usar su sonar para descubrir el submarino. Él le dice a Virgil dónde esta y el Thunderbird 4 es lanzado. El tiempo empieza a correr con el barco-patrulla en vigilancia. Con segundos para detenerlos, el Thunderbird 4 taladra a través del casco del submarino e inyecta un gas tranquilizante dejando a los ladrones inconscientes antes de que puedan usar la bomba. Scott rescata a Penélope en el Thunderbird 1. Gordon nada al submarino y localiza los planes.
La próxima noche Bondson asiste al claro y la voz de Penélope le dice que vaya a un árbol dónde ella ha dejado a los planes. Después en el FAB 1 Parker confiesa en el casino él apostó el yate de Penélope.

## Reparto

### Reparto de voz regular
- Jeff Tracy — Peter Dyneley
- Scott Tracy — Shane Rimmer
- Virgil Tracy — David Holliday
- Gordon Tracy - David Graham
- Alan Tracy — Matt Zimmerman
- John Tracy — Ray Barrett
- Aloysius "Nosey" Parker — David Graham
- Tin-Tin Kyrano — Christine Finn
- Lady Penélope Creighton-Ward - Sylvia Anderson
- Brains - David Graham
- Abuela Tracy - Christine Finn

### Reparto de voz invitado
- Bondson - Ray Barrett
- Carl - David Graham
- Ritter - Ray Barrett
- Tercer hombre - Matt Zimmerman
- Agente del MI.5 Tidman - David Graham
- Azafata del Fireflash - Sylvia Anderson

## Equipo principal
Los vehículos y equipos vistos en el episodio son:
- Thunderbird 1
- Thunderbird 2 (llevando la Vaina 4)
- Thunderbird 4
- Thunderbird 5
- FAB 1
- FAB 2
- Fireflash